# Küchengarten (Gera)
Koordinaten: 50° 52′ 59,4″ N, 12° 4′ 20,4″ O

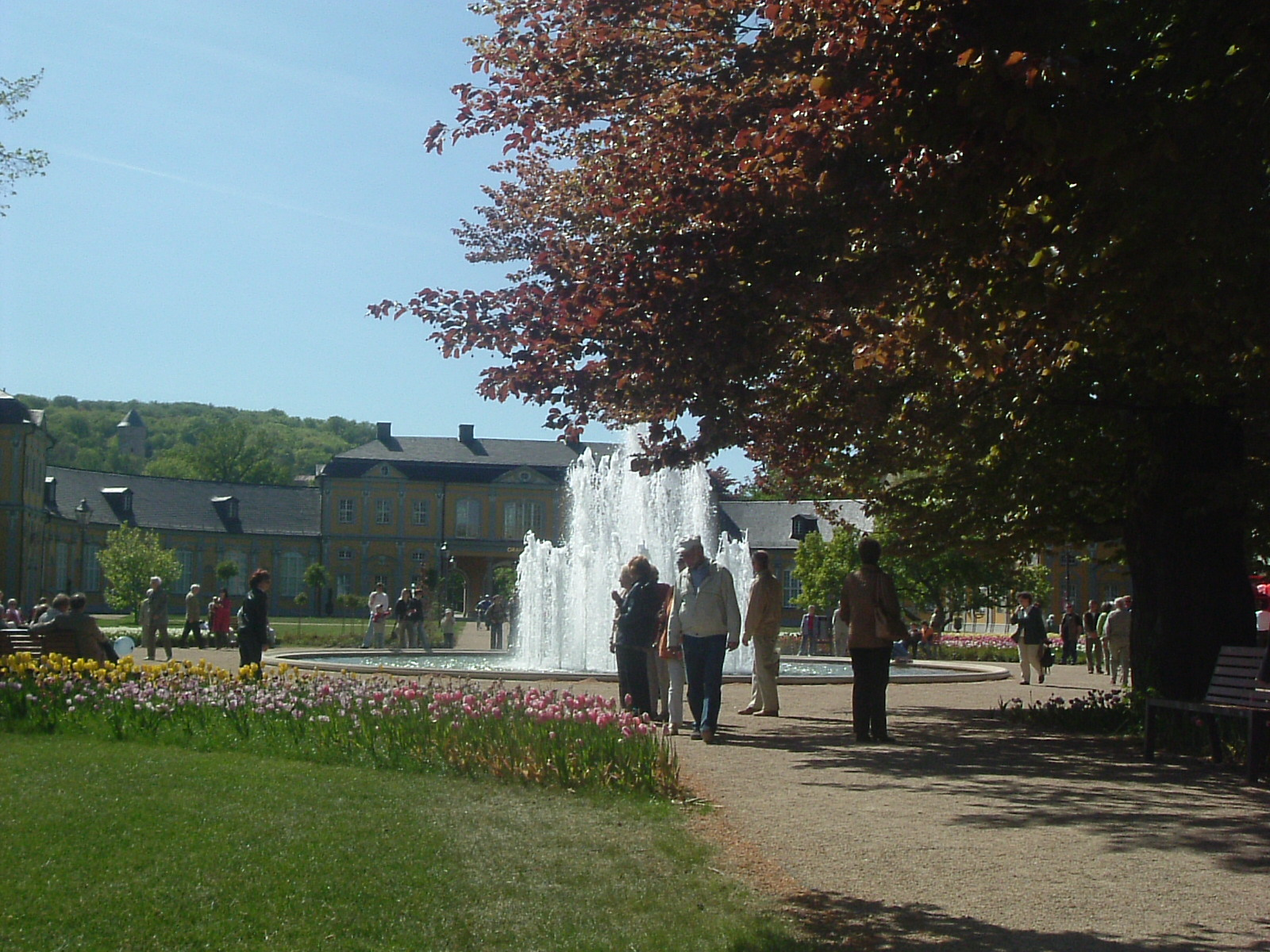
Küchengarten und Orangerie während der Bundesgartenschau 2007

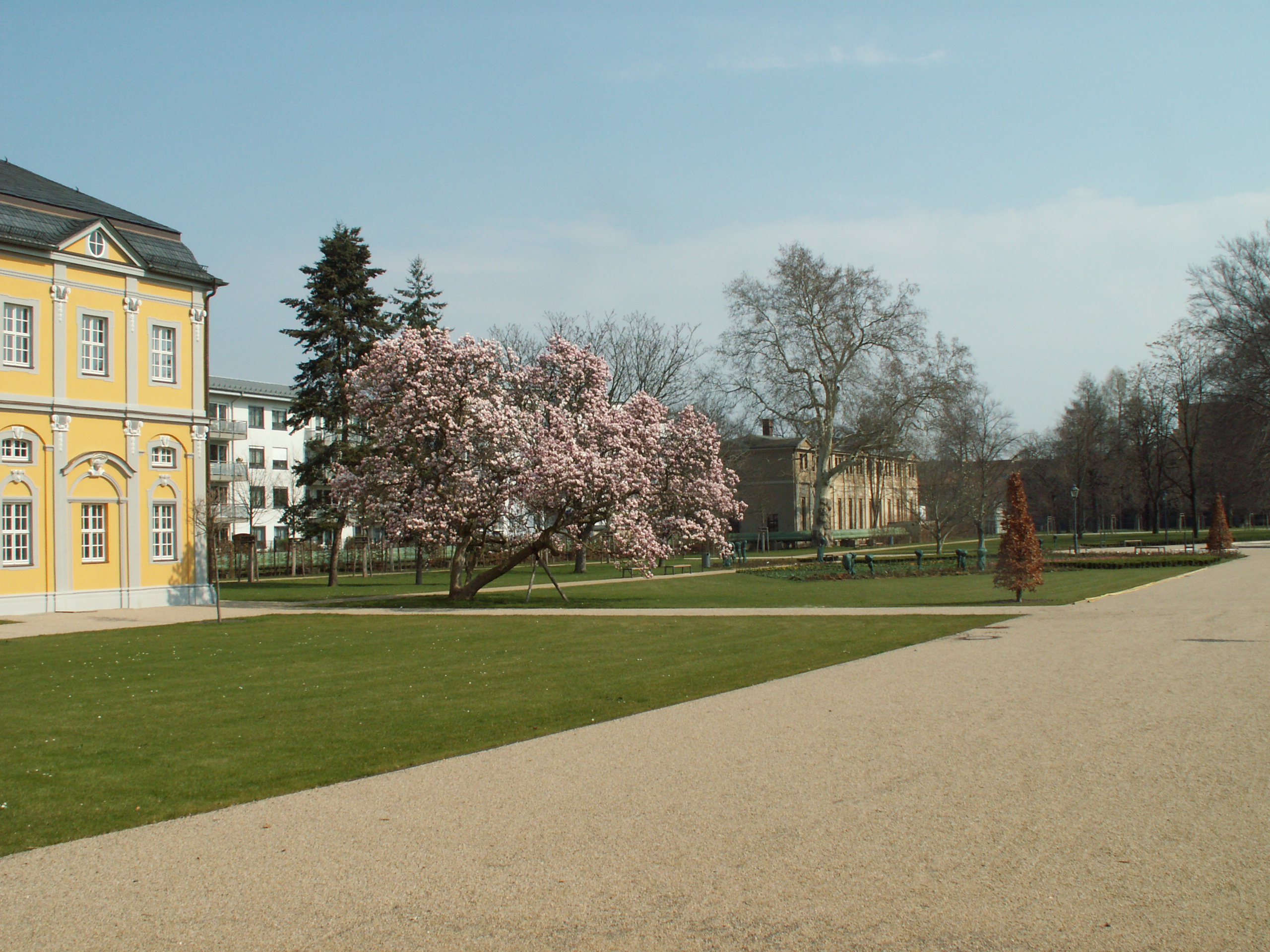
Blick in den Küchengarten im März 2007

Der Küchengarten ist ein Park in Gera. Er liegt zwischen Orangerie und Theater und wurde im Vorfeld der Bundesgartenschau 2007 wieder in einen barocken Lustgarten umgestaltet.

## Geschichte

### Reußischer Nutz- und Lustgarten
Der Küchengarten entstand im 17. Jahrhundert als Nutzgarten für die Versorgung des Schlosses Osterstein, der damaligen Residenz der Herren von Gera aus dem Hause Reuß. Er wurde bei der damaligen Hausmühle (unmittelbar südwestlich der heutigen Orangerie) angelegt, da der Nutzgarten am Schloss nicht mehr ausreichte. Zudem spielten vermutlich auch Repräsentationsbedürfnisse eine Rolle – neben der Nutzung als Obst- und Gemüsegarten wurde von Anfang an auch auf eine repräsentative Gartengestaltung im barocken Sinne geachtet. 1631 wird der Garten erstmals erwähnt, bereits damals im Zusammenhang mit einem Sommerhaus.
1729 bis 1732 wurde die Orangerie an der Westseite des Gartens errichtet. Im Norden des Parks befand sich ein kleines Naturtheater zur Unterhaltung des gräflichen Hauses. Nach dem Stadtbrand von 1780 wurde der Ostteil des Parks im Stil eines englischen Landschaftsparks gestaltet, während der Westteil dem barocken Zeitgeist entsprechend streng geometrisch und regelmäßig gegliedert war. 1902 wurde der östliche Teil des Parks stark verkleinert, da hier das Theater errichtet wurde. Am Nordrand des Parks entstand das zugehörige Kulissenhaus.

### „Stalinpark“ und „Park der Opfer des Faschismus“

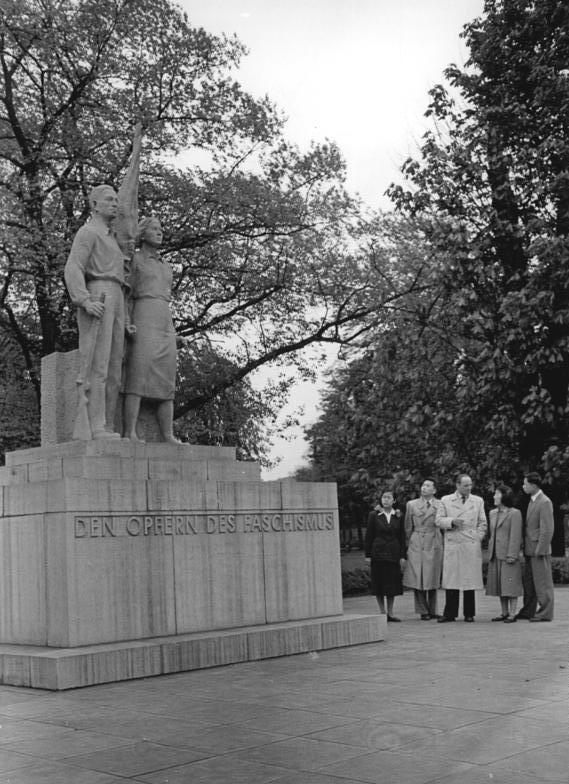
Denkmal für die Opfer des Faschismus, 1955

Nach 1918 wurde der bislang mit Gittern verschlossene Park der Öffentlichkeit uneingeschränkt zugänglich gemacht. Am 6. April 1945 wurde der Küchengarten bei einem schweren Luftangriff erheblich in Mitleidenschaft gezogen. 1950 wurde er in Theatergarten umbenannt. Am 16. März 1953, elf Tage nach dem Tod des Diktators, beschloss der Stadtrat, dass der Park eine Stalin-Gedenkstätte erhalten solle. Am 5. März 1954, dem ersten Todestag Stalins, wurde am Nordrand des Parks einen Säulenhalle mit einer überlebensgroßen Stalin-Büste eingeweiht. Der Park erhielt den neuen Namen Stalinpark. Die Orangerie beherbergte von 1957 bis 1963 ein Museum für Geschichte der revolutionären Arbeiterbewegung des Bezirkes Gera. Im östlichen Teil des Parks befand sich seit 1953 ein Denkmal für die Opfer des Faschismus, das den östlichen Abschluss der Hauptachse des Parks bildete. Es stammte von Annemarie Höhn, Carl Kuhn und Otto Oettel und wurde 2005 abgerissen. 

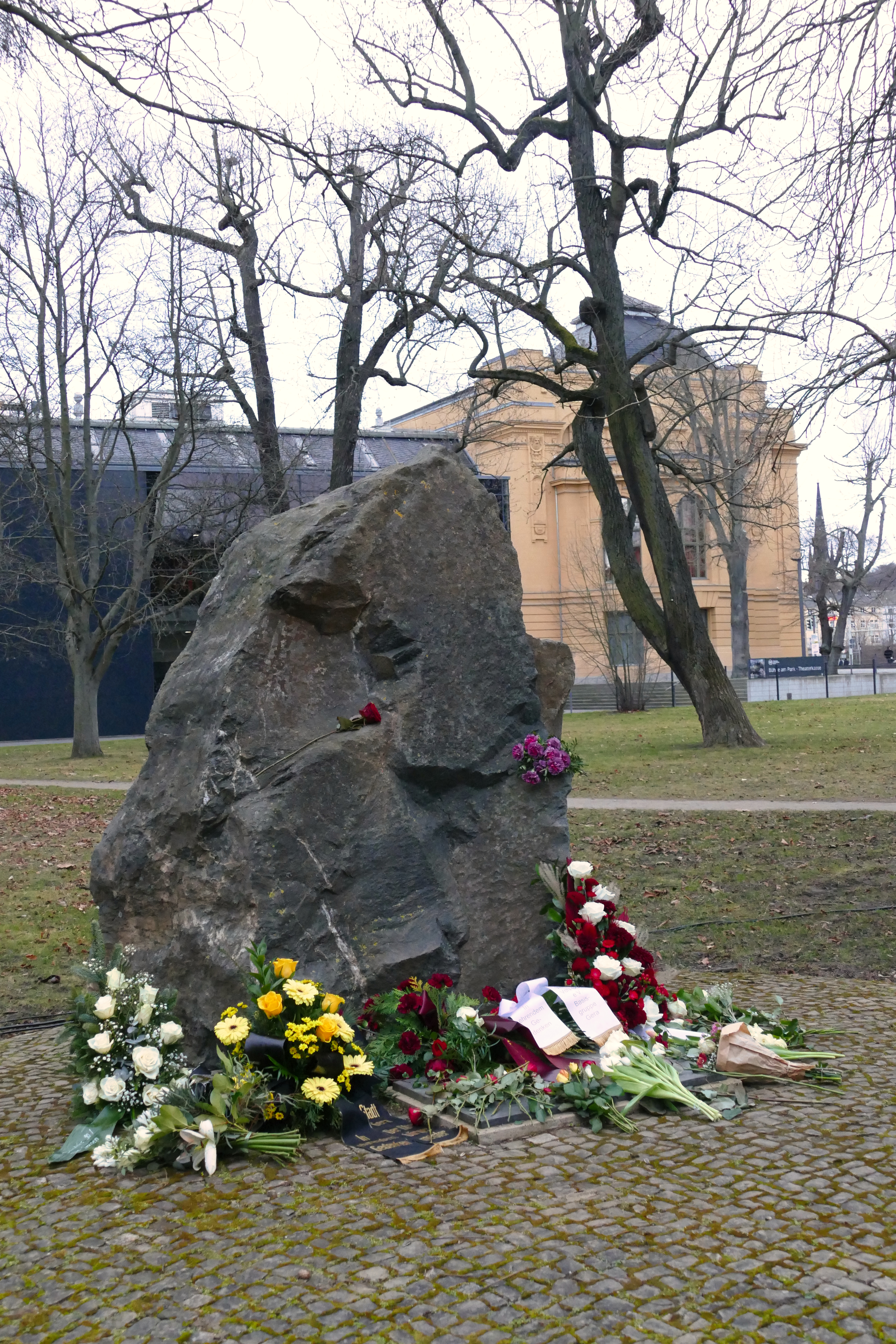
Anlässlich des 80. Jahrestags der Befreiung des KZ Auschwitz niedergelegte Kränze am neuen „Denkmal für die Opfer des Faschismus“

1961, nachdem man von der Stalin-Verehrung wieder Abstand genommen hatte, wurde der ehemalige Küchengarten in Park der Opfer des Faschismus umbenannt. Ab 1967 beherbergte er die jährliche Ausstellung Plastik im Park. 1991 erfolgte die Rückbenennung in Küchengarten.

### Bundesgartenschau 2007
Der Küchengarten liegt unmittelbar nordwestlich eines Hauptausstellungsareals der Bundesgartenschau 2007, des Hofwiesenparkes. Da der Küchengarten als offizielles BUGA-Begleitprojekt ausgewählt wurde, wurde er im Vorfeld der BUGA umfassend umgestaltet und erhielt dabei seinen historischen Charakter als barocker Lustgarten zurück. Zu diesem Zweck wurden unter starker öffentlicher Kritik vor allem an der Südseite des Parks zahlreiche Bäume und Hecken gerodet. Das Denkmal für die Opfer des Faschismus, das zu dieser Zeit schon durch Vandalismus stark beschädigt war, wurde 2005 abgebrochen. Als Ersatz wurde ein Steinblock in der Nordostecke des Parks aufgestellt. Auch erhielt der Park wieder eine Umzäunung mit verschließbaren Eingängen.
Kurz nach Beginn der Bundesgartenschau wurden vier der fünf Eingänge des Parks an der Nord- und Südseite sowie am Theater gesperrt, so dass nun nur noch ein Zugang über die Orangerie möglich war. Mit dieser Maßnahme sollten Verwüstungen und Verschmutzungen durch Fahrradfahrer und Hundebesitzer eingedämmt werden. Da diese Sperrung aber auf heftige Kritik in der lokalen Öffentlichkeit stieß, wurden wenige Wochen wieder zwei weitere Eingänge geöffnet.

### Nach der BUGA
Am Abschlusswochenende der Bundesgartenschau fand im Küchengarten ein an barocke Vorbilder angelegtes Feuerwerk statt. Nach dem Ende der Schau am 14. Oktober 2007 wurde er zunächst ganz für die Öffentlichkeit gesperrt, wobei man die BUGA-spezifischen Bepflanzungen und Anlagen entfernte und den Park für eine dauerhafte Nutzung vorbereitete. Seit 2. November 2007 steht der Park täglich von 6 bis 22 Uhr wieder Besuchern offen. Die Parkpflege obliegt wie beim Hofwiesenpark nun der Grünanlagen + Service gGmbH, einem Integrationsunternehmen der Geraer Lebenshilfe.